# Vironvay
Vironvay ist eine französische Gemeinde mit 331 Einwohnern (Stand: 1. Januar 2022) im Département Eure in der Region Normandie. Sie gehört zum Arrondissement Les Andelys und zum Kanton Louviers.

## Geographie
Vironvay liegt hundert Meter über dem linken Ufer der Seine.
Durch die Gemeinde führt die Autoroute A13.

### Nachbargemeinden
Umgeben ist Vironvay von den Nachbargemeinden Saint-Pierre-du-Vauvray im Norden, Andé im Nordosten, Muids im Nordosten und Osten, Heudebouville im Südosten und Süden, Pinterville im Südwesten sowie Louviers im Westen.

## Bevölkerungsentwicklung
| Jahr      | 1962 | 1968 | 1975 | 1982 | 1990 | 1999 | 2006 | 2019 |
| Einwohner | 79   | 92   | 145  | 169  | 276  | 275  | 302  | 329  |

## Sehenswürdigkeiten
- Kirche Saint-Germain